# Aquis Submersus
Aquis Submersus (1919) é um quadro do pintor dadaista e surrealista, Max. Trata-se de um dos seus primeiros trabalhos surrealistas.
A pintura mostra um lago rodeado por edifícios. O sentido de dimensão é claro. Os traços dos edifícios não foram desenhados à mão, como outras obras dele. Os edifícios projectam a sua sombra contra o céu, com uma parede. No céu pode observar-se um relógio que projecta a sua sombra na piscina, sob a forma de uma esfera.
Na parte inferior da tela, observa-se uma figura que parece ser feita de argila. Possui um bigode semelhante ao que o pai do autor da obra usava.
A pintura tem o mesmo nome que a famosa novela de Theodor Storm, publicada em 1876.